# Ніжино
Ніжино — село в Надеждинському районі Приморського краю, входить до Раздольненського сільського поселення. Розташоване на річці Нежинка, недалеко від її впадіння в річку Раздольна. Населення — 511 осіб (2005). Засноване у1885 році переселенцями з Чернігівської губернії та названо на честь повітового міста Ніжин.
Через село проходить федеральна автомобільна траса Роздольне — Хасан та залізнична гілка Уссурійськ — Хасан. Відстань по дорозі до райцентру, села Вольно-Надеждинське, становить 41 км, до Владивостока — близько 78 км.